# Straszyk łąkowy
Straszyk łąkowy (Syromastus rhombeus) – palearktyczny gatunek pluskwiaka z rodziny wtykowatych (Coreidae), opisany z Afryki. W Polsce jest pospolity.